# Raffaello Giovagnoli
Raffaello Giovagnoli (n. 14 mai 1838, Roma - d. 15 iulie 1915, Roma) a fost un romancier italian.

## Lucrări (selecție)
- Romane istorice:
  - Spartaco, (1874, 2 volume, ro.: Spartacus)
  - Opimia, 1875;
  - Plautilla, 1878;
  - Saturnino, 1879;
  - Faustina, 1881;
  - La guerra sociale. Aquilonia, 1884;
  - Messalina, 1885;
  - Benedetto IX, 1899;
  - Publio Clodio, 1905;
- Romane realistice:
  - Evelina, 1868;
  - Natalina. I drammi del lusso, 1878.
  - I racconti del maggiore Sigismondo, 1908.
- Poezie:
  - Peccata juventutis meae, 1883;
- Comedia La moglie di Putifarre, 1876.
- Drama istorică Marocia, 1875.

## Traduceri în limba română
- „Spartacus”, Editura Tineretului, Colecția Cutezătorii, în română de Dan Faur și Magda Roșu (ediția a VI-a - 1967)